# Angophora paludosa
Angophora paludosa là một loài thực vật có hoa trong Họ Đào kim nương. Loài này được (G.J.Leach) K.R.Thiele & Ladiges mô tả khoa học đầu tiên năm 1988.